# تحقيق المحكمة الجنائية الدولية في دارفور
التحقيق الذي تجريه المحكمة الجنائية الدولية في دارفور، أو ما يعرف بالوضع في دارفور، هو تحقيق مستمر من قبل المحكمة الجنائية الدولية في الأعمال الإجرامية التي ارتكبت خلال حرب دارفور. على الرغم من أن السودان ليس طرفًا في نظام روما الأساسي، المعاهدة التي أنشأت المحكمة الجنائية الدولية، إلا أن الوضع في دارفور تم إحالته إلى المدعي العام للمحكمة الجنائية الدولية من قبل مجلس الأمن التابع للأمم المتحدة في عام 2005. اعتبارًا من يونيو 2019، بقي خمسة مشتبه بهم قيد الاتهام من قبل المحكمة: أحمد هارون، علي كوشيب، عمر البشير، عبد الله باندا، وعبد الرحيم محمد حسين. تم إسقاط التهم ضد بحر أبو قردة في عام 2010 بسبب عدم كفاية الأدلة، وكذلك تم إسقاط التهم ضد صالح جربو بعد وفاته في عام 2013. في منتصف أبريل 2019، تم سجن هارون والبشير وحسين في السودان نتيجة للانقلاب السوداني عام 2019. في أوائل نوفمبر 2019، صرحت قوى الحرية والتغيير ورئيس الوزراء السوداني عبد الله حمدوك بأن البشير سيتم نقله إلى المحكمة الجنائية الدولية. وكان من بين مطالب النازحين من دارفور الذين زارهم حمدوك قبل بيانه أن "يتم تسليم عمر البشير والأشخاص المطلوبين الآخرين إلى المحكمة الجنائية الدولية.

## خلفية
كان نزاع دارفور صراعًا حرب عصابات وقع في منطقة دارفور بالسودان من عام 2003 حتى 2009-2010. بدأ النزاع عندما بدأ جيش تحرير السودان وحركة العدل والمساواة في مهاجمة الحكومة السودانية ردًا على ما يُعتبر اضطهادًا للسودانيين السود من قبل الحكومة العربية الأغلبية.
خلال النزاع، قامت القوات الحكومية وميليشيات الجنجاويد بمهاجمة السودانيين السود في منطقة دارفور. وقد وُصفت هذه الأعمال بأنها إبادة جماعية من قبل عدد من الحكومات ومجموعات حقوق الإنسان. أنكر عمر البشير، رئيس السودان في ذلك الوقت، أن حكومته كانت لها صلات بالجنجويد.

## الإحالة
تتمتع المحكمة الجنائية الدولية بولاية قضائية للتحقيق في الجرائم المزعومة التي وقعت في الدول أو من قبل رعايا الدول التي هي طرف في نظام روما الأساسي أو التي قبلت ولاية المحكمة. بالإضافة إلى ذلك، يمكن لمجلس الأمن التابع للأمم المتحدة إحالة حالة ما إلى المدعي العام للمحكمة الجنائية الدولية. في حالة دارفور، أحال مجلس الأمن الوضع في 31 مارس 2005 بعد صدور القرار 1593.
تم تمرير القرار بأغلبية 11 صوتًا لصالحه وصفر ضد، مع امتناع أربعة عن التصويت. الدول التي صوتت لصالح القرار هي الأرجنتين، بنين، الدنمارك، فرنسا، اليونان، اليابان، الفلبين، رومانيا، روسيا، تنزانيا، والمملكة المتحدة، بينما امتنعت الجزائر، البرازيل، الصين، والولايات المتحدة عن التصويت.
افتتح المدعي العام، لويس مورينو أوكامبو، تحقيقًا رسميًا في 6 يونيو 2005.

## التُهم
اعتبارًا من يونيو 2019، ظل خمسة أشخاص تحت لائحة الاتهام من قبل المحكمة الجنائية الدولية بتهم الإبادة الجماعية والجرائم ضد الإنسانية وجرائم الحرب. من بين هؤلاء، كان هارون، والبشير، وحسين محتجزين لدى السلطات السودانية، مع التزام قانوني دولي إما بنقلهم إلى المحكمة الجنائية الدولية أو محاكمتهم على نفس التهم في السودان وفقًا للإجراءات القانونية المناسبة.

### القضايا المغلقة
التُهم ضد بحر إدريس أبو قردة أُسقِطت في أواخر عام 2009 وتم رفض استئناف المدعي العام ضد هذا القرار في 23 أبريل 2010. الأدلة على وفاة صالح جربو في 19 أبريل 2013 قُبِلت من قبل المحكمة وتم إغلاق القضية ضده بدون تحيّز.

### أحمد هارون وعلي كوشيب
أحمد هارون كان وزير دولة للداخلية في حكومة السودان ولاحقاً وزير دولة للشؤون الإنسانية. يُزعَم أنه قاد "مكتب أمن دارفور" الذي نسق مكافحة التمرد في دارفور وقدم الأسلحة للجنجاويد. علي محمد علي عبد الرحمن، المعروف أيضاً بعلي كوشيب، يُزعَم أنه كان قائد الجنجويد. تم توجيه تهم إلى هارون وكوشيب بما مجموعه 51 تهمة بجرائم حرب وجرائم ضد الإنسانية ضد شعب الفور.
التهم التسع الأولى تتعلق بالهجمات في وحول قرى كودوم في الفترة من حوالي 15 أغسطس 2003 إلى حوالي 31 أغسطس 2003. التهم من 10 إلى 20 تتعلق بالهجمات في وحول بلدة بندسي في نفس الفترة. التهم من 21 إلى 37 تتعلق بالهجمات في وحول بلدة مكجار في أو حوالي أغسطس 2003، سبتمبر 2003، أكتوبر 2003، ديسمبر 2003، ومارس 2004. التهم من 38 إلى 51 تتعلق بالهجمات في وحول بلدة أروالا في أو حوالي ديسمبر 2003.
هارون متهم بـ 20 تهمة جرائم ضد الإنسانية و22 تهمة جرائم حرب، بينما كوشيب متهم بـ 22 تهمة جرائم ضد الإنسانية و28 تهمة جرائم حرب. جرائم الحرب مُدرجة تحت رمز WC وجرائم ضد الإنسانية تحت رمز CAH. يحتوي عمود النظام الأساسي على الإشارة إلى الجريمة في مواد نظام روما الأساسي.
| التهمة | CAH | WC | الجريمة                           | النظام الأساسي      | هارون | كوشيب |
| ------ | --- | -- | --------------------------------- | ------------------- | ----- | ----- |
| 1      |     |    | الاضطهاد                          | المادة 7(1)(h)      |       |       |
| 2      |     |    | القتل                             | المادة 7(1)(a)      |       |       |
| 3      |     |    | القتل                             | المادة 8(2)(c)(i)   |       |       |
| 4      |     |    | القتل                             | المادة 7(1)(a)      |       |       |
| 5      |     |    | القتل                             | المادة 8(2)(c)(i)   |       |       |
| 6      |     |    | الهجوم على السكان المدنيين        | المادة 8(2)(e)(i)   |       |       |
| 7      |     |    | الهجوم على السكان المدنيين        | المادة 8(2)(e)(i)   |       |       |
| 8      |     |    | تدمير الممتلكات                   | المادة 8(2)(e)(xii) |       |       |
| 9      |     |    | النقل القسري للسكان               | المادة 7(1)(d)      |       |       |
| 10     |     |    | الاضطهاد                          | المادة 7(1)(h)      |       |       |
| 11     |     |    | القتل                             | المادة 7(1)(a)      |       |       |
| 12     |     |    | القتل                             | المادة 8(2)(c)(i)   |       |       |
| 13     |     |    | الاغتصاب                          | المادة 7(1)(g)      |       |       |
| 14     |     |    | الاغتصاب                          | المادة 8(2)(e)(vi)  |       |       |
| 15     |     |    | الهجوم على السكان المدنيين        | المادة 8(2)(e)(i)   |       |       |
| 16     |     |    | الهجوم على السكان المدنيين        | المادة 8(2)(e)(i)   |       |       |
| 17     |     |    | الأفعال اللاإنسانية               | المادة 7(1)(k)      |       |       |
| 18     |     |    | النهب                             | المادة 8(2)(e)(v)   |       |       |
| 19     |     |    | تدمير الممتلكات                   | المادة 8(2)(e)(xii) |       |       |
| 20     |     |    | النقل القسري للسكان               | المادة 7(1)(d)      |       |       |
| 21     |     |    | الاضطهاد                          | المادة 7(1)(h)      |       |       |
| 22     |     |    | القتل                             | المادة 7(1)(a)      |       |       |
| 23     |     |    | القتل                             | المادة 8(2)(c)(i)   |       |       |
| 24     |     |    | القتل                             | المادة 7(1)(a)      |       |       |
| 25     |     |    | القتل                             | المادة 7(1)(a)      |       |       |
| 26     |     |    | القتل                             | المادة 8(2)(c)(i)   |       |       |
| 27     |     |    | القتل                             | المادة 8(2)(c)(i)   |       |       |
| 28     |     |    | القتل                             | المادة 7(1)(a)      |       |       |
| 29     |     |    | القتل                             | المادة 7(1)(a)      |       |       |
| 30     |     |    | القتل                             | المادة 8(2)(c)(i)   |       |       |
| 31     |     |    | القتل                             | المادة 8(2)(c)(i)   |       |       |
| 32     |     |    | الهجوم على السكان المدنيين        | المادة 8(2)(e)(i)   |       |       |
| 33     |     |    | الهجوم على السكان المدنيين        | المادة 8(2)(e)(i)   |       |       |
| 34     |     |    | السجن أو الحرمان الشديد من الحرية | المادة 7(1)(e)      |       |       |
| 35     |     |    | التعذيب                           | المادة 7(1)(f)      |       |       |
| 36     |     |    | النهب                             | المادة 8(2)(e)(v)   |       |       |
| 37     |     |    | تدمير الممتلكات                   | المادة 8(2)(e)(xii) |       |       |
| 38     |     |    | الاضطهاد                          | المادة 7(1)(h)      |       |       |
| 39     |     |    | القتل                             | المادة 7(1)(a)      |       |       |
| 40     |     |    | القتل                             | المادة 8(2)(c)(i)   |       |       |
| 41     |     |    | الاغتصاب                          | المادة 7(1)(g)      |       |       |
| 42     |     |    | الاغتصاب                          | المادة 8(2)(e)(vi)  |       |       |
| 43     |     |    | الهجوم على السكان المدنيين        | المادة 8(2)(e)(i)   |       |       |
| 44     |     |    | الهجوم على السكان المدنيين        | المادة 8(2)(e)(i)   |       |       |
| 45     |     |    | انتهاك الكرامة الشخصية            | المادة 8(2)(c)(ii)  |       |       |
| 46     |     |    | انتهاك الكرامة الشخصية            | المادة 8(2)(c)(ii)  |       |       |
| 47     |     |    | انتهاك الكرامة الشخصية            | المادة 8(2)(c)(ii)  |       |       |
| 48     |     |    | الأفعال اللاإنسانية               | المادة 7(1)(k)      |       |       |
| 49     |     |    | النهب                             | المادة 8(2)(e)(v)   |       |       |
| 50     |     |    | تدمير الممتلكات                   | المادة 8(2)(e)(xii) |       |       |
| 51     |     |    | النقل القسري للسكان               | المادة 7(1)(d)      |       |       |

اعتبارًا من يونيو 2019، كان هارون محتجزًا لدى السلطات السودانية. كان كوشيب متواجدًا في رحاد البردي في جنوب دارفور في ديسمبر 2017، حيث اتهمه زعماء قبيلة السلامات بمحاولة القتل. في 9 يونيو 2020، تم أخذ كوشيب إلى عهدة المحكمة الجنائية الدولية في لاهاي. بدأت محاكمته في 5 أبريل 2022.

### عمر البشير
عمر البشير كان رئيسًا للسودان من يونيو 1989 إلى أبريل 2019. تم اتهامه في 4 مارس 2009 بخمس تهم بجرائم ضد الإنسانية وتهمتين بجرائم حرب:
1. الهجوم على السكان المدنيين، مما يشكل جريمة حرب بموجب المادة 8(2)(e)(i) من نظام روما الأساسي.
2. النهب، مما يشكل جريمة حرب بموجب المادة 8(2)(e)(v) من نظام روما الأساسي.
3. القتل، مما يشكل جريمة ضد الإنسانية بموجب المادة 7(1)(a) من نظام روما الأساسي.
4. الإبادة، مما يشكل جريمة ضد الإنسانية بموجب المادة 7(1)(b) من نظام روما الأساسي.
5. النقل القسري للسكان، مما يشكل جريمة ضد الإنسانية بموجب المادة 7(1)(d) من نظام روما الأساسي.
6. التعذيب، مما يشكل جريمة ضد الإنسانية بموجب المادة 7(1)(f) من نظام روما الأساسي.
7. الاغتصاب، مما يشكل جريمة ضد الإنسانية بموجب المادة 7(1)(g) من نظام روما الأساسي.

في 12 يوليو 2010، تم توجيه ثلاث تهم إضافية بالإبادة الجماعية ضده:
1. القتل، مما يشكل جريمة إبادة جماعية بموجب المادة 6(a) من نظام روما الأساسي.
2. التسبب في أذى جسدي أو نفسي خطير، مما يشكل جريمة إبادة جماعية بموجب المادة 6(b) من نظام روما الأساسي.
3. تعمد فرض ظروف معيشية تهدف إلى التدمير الجسدي، مما يشكل جريمة إبادة جماعية بموجب المادة 6(c) من نظام روما الأساسي.

اعتبارًا من يونيو 2019، كان البشير محتجزًا لدى السلطات السودانية. في أغسطس 2020، صرح رئيس الوزراء عبد الله حمدوك بأن الحكومة مستعدة للتعاون مع المحكمة الجنائية الدولية في محاكمة البشير. اعتبارًا من مايو 2022، كان البشير لا يزال طليقًا ولم يكن في عهدة المحكمة الجنائية الدولية.

### عبد الله باندا
اعتبارًا من يونيو 2019، كان عبد الله باندا، القائد العام لحركة العدل والمساواة، لا يزال هاربًا ومتهمًا من قبل المحكمة الجنائية الدولية.

### عبد الرحيم محمد حسين
عبد الرحيم محمد حسين، الحاكم السابق لولاية الخرطوم، تم اتهامه من قبل المحكمة الجنائية الدولية وسجن في السودان في أواخر أبريل 2019 بعد الانقلاب السوداني في عام 2019.

## المحكمة السودانية
في 21 يناير 2020، وفي إطار مسار دارفور ضمن عملية السلام السودانية لعام 2019-2020، اتفق ممثلو الجبهة الثورية السودانية والمجلس السيادي على إنشاء محكمة جرائم حرب دارفور في النظام القانوني السوداني لمحاكمة المشتبه بهم في جرائم حرب وجرائم ضد الإنسانية في دارفور. واتفق الجبهة الثورية السودانية والمجلس السيادي على إنشاء لجنة تقوم بإنشاء المحكمة.